# Beth Greene
Beth Greene es un personaje ficticio de la serie de televisión The Walking Dead, que se transmite por AMC en Estados Unidos. El personaje fue creado por el exproductor ejecutivo Glen Mazzara y es interpretado por Emily Kinney desde la segunda temporada de la serie. A diferencia de la mayoría de los personajes de la serie, Beth no aparece en los cómics. Es la hija del veterinario y agricultor Hershel Greene y la hermana menor de Maggie Greene. Se une al grupo de Rick Grimes después de que su granja quedara invadida por una horda masiva de caminantes.
Kinney era parte del elenco recurrente en la segunda y tercera temporada de la serie, antes de ser promovido a un personaje regular en la cuarta temporada. A partir de la quinta temporada, el nombre de Emily Kinney aparece en los créditos de apertura, hasta la muerte del personaje en el capítulo Coda.

## Historia
La primera historia argumental del personaje fue cuando los supervivientes de Atlanta acabaron con los muertos del granero, en el que se incluían su madre, medio hermano, primo y amigos, lo que la lleva a intentar suicidarse, pero se arrepiente. Durante su estancia en la prisión, Beth pasa mucho de su tiempo cuidando de Judith Grimes, hija de Rick.

### Segunda Temporada (2011—12)
En el episodio Bloodletting, cuando un desesperado Rick Grimes (Andrew Lincoln) llegó a la granja Greene con su malherido hijo en brazos, Beth al igual que todos los otros residentes del lugar salió asustada a averiguar lo que estaba sucediendo y luego estuvo presente mientras su padre trataba de sanar la herida del niño. La joven asistió a Hershel (Scott Wilson) trayendo los suplementos médicos que necesitaba, y aunque se puso bastante nerviosa por lo que estaba ocurriendo Jimmy (James Allen McCune) estuvo a su lado para calmarla.
En Cherokee Rose, tras la muerte del capataz Otis (Pruitt Taylor Vince) durante la misión, la joven lamentó mucho su pérdida y estuvo presente en el funeral celebrado en memoria del mismo. Durante el homenaje, la joven manifestó sus respetos por el difunto y permaneció alado de una desconsolada Patricia (Jane McNeill) mientras escuchaba atenta la historia de Shane (Jon Bernthal) acerca de cómo el hombre se había sacrificado para Carl (Chandler Riggs) pudiera sobrevivir.
En el episodio Chupacabra, con la llegada y estadía de los sobrevivientes de Atlanta en la granja, Beth trató de ayudarlos en lo que pudo y junto con Maggie (Lauren Cohan) asistieron a las mujeres del grupo en la cocina mientras éstas preparaban una cena en agradecimiento por la hospitalidad de los Greene. Luego, Beth le comunicó a Rick que su padre deseaba hablar con él y finalmente durante la cena, ella compartió junto con los otros jóvenes en una mesa aparte de la de los adultos y se la pudo ver comiendo contenta a lado de su novio.
En Secrets, cuando Rick y Shane empezaron a considerar enseñarle a disparar a los miembros de su grupo que no sabían utilizar armas, Beth y Patricia se interesaron en la propuesta alegando que debían aprender a defenderse ahora que ya no tenían a Otis para que las siga protegiendo. Debido a las reglas de Hershel, Rick y Shane tuvieron sus dudas respecto a la petición que las mujeres estaban haciendo, pero finalmente tras conseguir la autorización del granjero, Beth, Jimmy y Patricia acompañaron a los sobrevivientes al campo de tiro, donde la joven comenzó a ser adiestrada bajo la vigilancia de Rick.
En el final de mitad de temporada Pretty Much Dead Already, una mañana mientras ayudaba a Carl a estudiar, Beth fue testigo de cómo Shane le entregaba armas a sus compañeros para acabar con los caminantes que estaban encerrados en el granero de la granja y además presenció como su padre, Rick y Jimmy encaminaban a dos criaturas hacia ese lugar. Temerosa por lo que podía suceder, la chica se dirigió al granero junto con el resto y presenció cómo un furibundo y decidido Shane abría las puertas del lugar dispuesto a acabar con todos los muertos vivientes que estaban dentro. Durante el tiroteo que se produjo, Beth se sintió bastante mal al ver a sus familiares y amigos ser masacrados por el grupo de Atlanta y lloró desconsolada en los brazos de Jimmy. Finalmente, la chica presenció al igual que todos cómo una zombificada Sophia (Madison Lintz) salía del granero y era asesinada tristemente por Rick.
En el estreno de mitad de temporada Nebraska, bastante histérica y dolida por lo que había sucedido, Beth corrió junto al cadáver de su madre y comenzó a llorar sobre ella hasta que la mujer abrió nuevamente los ojos y trató de morderla. Rápidamente los sobrevivientes de Atlanta intervinieron para salvar a la niña, quien completamente aterrada comenzó a gritar por ayuda. Tras rescatar a Beth y acabar con la caminante, la niña muy asustada fue escoltada por su padre y amigos hasta la casa. Toda la situación resultó ser muy estresante para Beth y finalmente la niña cayó desmayada mientras lavaba los platos y entró en un muy delicado estado catatónico. Sin Hershel para atender a la niña todos comenzaron a preocuparse profundamente por ella.
En el episodio Triggerfinger, mientras esperaban a que Hershel regresara a la granja para curar a Beth ella fue atendida por Patricia y cuando comenzó a deshidratarse esta le colocó una endovenosa para protegerla. Aunque la condición de Beth continuaba empeorando con el correr de las horas Maggie permaneció todo el tiempo junto a la cama de su hermana velando por ella y finalmente cuando Hershel regresó, éste atendió a la niña y le aplicó un relajante para que se calme logrando así que la chica se estabilice. Hershel se mantuvo junto a Beth esperando a que se reponga y veló por ella mientras dormía.
En 18 Miles Out, con el paso de los días Beth comenzó a recuperarse de su condición pero se vio inmersa en una profunda depresión que la hizo perder las ganas de vivir. La chica empezó a considerar suicidarse para escapar de todo el sufrimiento que la rodeaba y adoptó una actitud pesimista ante todo lo que la rodeaba. Convencida de que su postura era la adecuada, Beth trató de persuadir a Maggie de suicidarse juntas pero no tuvo éxito, y finalmente luego de que Andrea (Laurie Holden) le diera la chance de elegir si quería seguir viviendo o no, la joven intentó cortarse las venas con un pedazo de vidrio pero se arrepintió en el último momento y desistió de su idea de morir.
En el episodio Judge, Jury, Executioner, luego de su intento de suicidio, Beth permaneció bajo los cuidados de su padre por otro día más. Cuando los sobrevivientes de Atlanta realizaron una reunión para decidir el destino de Randall (Michael Zegen), ella junto con Carl y Jimmy permanecieron encerrados en su habitación.
En Better Angels, tras la muerte de Dale (Jeffrey DeMunn), Beth acudió a su funeral en compañía de las demás personas y después ayudó a Rick y su grupo a mudarse a la casa Greene puesto que Hershel les había permitido quedarse a vivir con ellos. Beth ayudó a Jimmy a clavar tablas a las ventanas de la casa para así asegurarla para el invierno venidero y finalmente cuando Randall desapareció misteriosamente, se encerró en la casa junto a su familia a la espera de noticias.
En el final de temporada Beside the Dying Fire, mientras esperaban a que Rick y los otros regresaran con noticias de Randall, Beth y los residentes de la granja fueron sorprendidos por una masiva horda de caminantes que comenzó a invadir lentamente el lugar y entonces comenzaron a trabajar juntos para defenderla. Durante la invasión, Beth permaneció junto a Patricia dentro de la casa y juntas observaron como el granero se incendiaba misteriosamente. Cuando la situación se volvió insostenible y todos se vieron forzados a escapar, Beth corrió tomada de la mano con Patricia, pero mientras huían uno de los caminantes logró atrapar a esta última y procedió a devorarla frente a los aterrados ojos de Beth. Aún sujeta de la mano de Patricia, Beth se rehusó a soltarla hasta que Lori (Sarah Wayne Callies) llegó a rescatarla. Beth huyó de la granja en compañía de T-Dog (IronE Singleton) y Lori, aunque quedó profundamente afectada por la pérdida de Patricia, y tras reunirse nuevamente con el resto del grupo, estuvo más que contenta de volver a ver a su familia con vida. Luego de abandonar la zona de la granja para escapar de cualquier otra horda de caminantes que pudiera tomarlos por sorpresa, Beth permaneció pegada a su padre y mientras acampaban a la intemperie escuchó sorprendida cómo Rick confesaba haber asesinado a Shane para mantenerlos a todos a salvo.

### Tercera Temporada (2012—13)
En el estreno de la temporada Seed, durante los meses que estuvieron a la intemperie, Beth aprendió a defenderse de los caminantes y se convirtió en una de las vigías del grupo junto con Carl. Luego de que Rick y Daryl dieran con una prisión abandonada, Beth ayudó a eliminar a los caminantes que ocupaban el patio exterior y tras conseguir efectivamente acabar con todas las criaturas, compartió junto con el grupo alrededor de una fogata y entonó una melodiosa canción para aminorar la tensión. Beth fue asistida por Carl al momento de instalarse en una de las celdas, y percibió claramente el intento de cortejo del niño, y sorpresivamente respondió a su flirteo con una pícara sonrisa.
En el episodio Sick, luego de que Hershel fuera mordido en la pierna por un caminante, y sufriera una amputación para evitar que la infección se expanda a todo su cuerpo, una alterada Beth comenzó a llorar preocupada de que su padre se convirtiera en una de las criaturas y permaneció a su lado mientras era atendido de urgencia. Cuando Carol (Melissa McBride) y Lori lograron estabilizar al malherido hombre, la chica comenzó a mostrarse optimista sobre su recuperación, más entró en una especie de negación acerca de la gravedad del asunto. Ella permaneció alado de su inconsciente padre mientras agonizaba y se asustó enormemente cuando éste dejó de respirar. Gracias al rápido actuar de Lori, Hershel pudo salvarse y entonces Beth estuvo contenta de volver a tener a su padre a su lado.
En Killer Within, Beth siguió cuidando de su padre durante su recuperación, y finalmente cuando éste estuvo listo para volver a ponerse de pie, lo ayudó a caminar y lo proveyó de algunas muletas. Mientras disfrutaban del aire libre, varios caminantes comenzaron a avanzar repentinamente hacia donde el grupo se encontraba, y entonces la joven ayudó a Hershel a llegar hasta una jaula que estaba ubicada en el exterior. La chica y su padre permanecieron encerrados en la jaula y se mantuvieron a salvo de las criaturas durante todo el tiempo que duró la invasión, y finalmente cuando todo estuvo controlado, salieron de su escondite y se enteraron tristemente de que Lori y T-Dog murieron durante el ataque.
En el episodio Say The Word, las consecuencias no se hicieron esperar y el grupo pronto se vio en figurillas cuando debieron conseguir leche en fórmula para la bebé recién nacida de la difunta Lori. Siendo una de las dos únicas mujeres restantes del grupo, y con Rick sumergido en su dolor y Carl atravesando por un duro momento, Daryl (Norman Reedus) le encargó a Beth cuidar de la bebé mientras él y Maggie iban en busca de lo que necesitaban y entonces ésta aceptó la misión y la cumplió al pie de la letra. Cuando el dúo regresó con éxito de la odisea, la niña ayudó a preparar la botella de fórmula para la recién nacida y compartió con alegría un momento familiar con el resto del grupo.
En Hounded, Beth continuó cuidando de la bebé, cargándola en sus brazos la mayor parte del tiempo y alimentándola con la fórmula que Daryl y Maggie habían conseguido. Ella estuvo presente durante la emotiva reunión de Rick con su recién nacida hija y luego también fue testigo de la llegada a la prisión de Michonne (Danai Gurira).
En el episodio When The Dead Come Knocking, mientras Rick y Carl averiguaban quien era la misteriosa mujer y la socorrían, Beth tuvo a su cuidado a la bebé, y luego, tras enterarse de que su hermana y Glenn (Steven Yeun) habían sido secuestrados por la gente de Woodbury, animó a todos para ir a rescatarlos y hasta se ofreció como voluntaria en la misión. La niña además fue la encargada de presentarle a Carol a la recién nacida Judith y también la que le informó a Michonne respecto a cómo habían conseguido la prisión. Cuando Rick, Oscar (Vincent Ward), Daryl y Michonne se dirigieron a rescatar a sus compañeros secuestrados, Beth permaneció en la penitenciaria junto al resto del equipo.
En el final de mitad de temporada Made to Suffer, mientras esperaba a que sus compañeros regresaran, Beth continuó atendiendo a la bebé en compañía de Axel (Lew Temple) y Carl, y el primero tomó cierto interés en ella por ser una de las pocas mujeres que quedaban, antes de ser reprendido por Carol por tratar de flirtear con una niña. Cuando varios gritos comenzaron a escucharse en una región remota de la prisión, Beth no estuvo de acuerdo con que Carl fuera a revisar, pero no pudo hacer nada al respecto y vio al niño aventurarse en la peligrosa expedición. Cuando Carl regresó con un grupo de sobrevivientes a los que había encontrado escondidos en la sala de máquinas, la niña ayudó a Carl a encerrarlos para la seguridad de todos.
En el estreno de mitad de temporada de The Suicide King, Beth continuó cuidando de la pequeña Judith mientras Hershel y los otros atendían e indagaban más sobre el recién llegado grupo de Tyreese (Chad L. Coleman), y fue confundida con la madre de la bebé debido a la gran cantidad de tiempo que pasaba con ella. Cuando Rick regresó con Maggie y Glenn sanos y salvos, una contenta Beth le agradeció al hombre lo que había hecho por su hermana dándole un tierno beso en la mejilla, y luego lo reunió con su pequeña niña. Mientras ayudaba a Carol a preparar a la pequeña para dormir, Beth confesó que siempre había querido cuidar de algún bebé y entonces Carol le aseguró que tenía un don especial para eso.
En el episodio Home, Beth estuvo presente en la reunión oficiada por Glenn en la cual habló sobre cómo debían asegurar la prisión de un posible ataque del Gobernador (David Morrissey). Beth preguntó por qué todos creían que el Gobernador iba a ir a atacarlos puesto que quizás lo asustaron en sus dos ataques, pero Michonne le aseguró que el Gobernador estaba loco e iría por ellos a como diera lugar. Mientras se encontraba en el patio de la prisión junto con Carl, la chica fue testigo de cómo Axel caía de un disparo en la cabeza y rápidamente se refugió junto con el niño Grimes para salvarse del ataque de los soldados de Woodbury. Beth fue protegida en todo momento por Carl hasta que su hermana llegó con armas para el grupo y entonces corrió a buscarlas y las repartió entre todos. Beth se preocupó bastante por el estado de su padre al ver que había sido rodeado por caminantes, pero se sintió aliviada cuando Michonne corrió a rescatarlo..
En I Ain’t A Judas, tras haber sobrevivido al ataque del Gobernador, Beth al igual que todos permaneció preocupada por lo que podría ocurrirles en adelante y también estuvo expectante de cualquier nuevo ataque. Debido a esto, cuando Andrea se presentó en la prisión para visitar a sus excompañeros y mediar en el conflicto originado, Beth al igual que todos desconfió enormemente de ella y la trató con bastante hostilidad. Finalmente, luego de todo lo ocurrido, la joven intentó calmar la tensión y los ánimos del grupo interpretando una armoniosa canción.
En el episodio Arrow On The Doorpost, Beth permaneció en la prisión cuando Rick, Hershel y Daryl se dirigieron a reunirse con el Gobernador para tratar de encontrar una solución pacífica al conflicto entre ambos bandos, y junto al resto del grupo se encargó de organizar e inventariar las armas con que contaban. Cuando una acalorada pelea se desató entre Glenn y Merle (Michael Rooker), Beth detuvo la gresca realizando un disparo al aire sin mediar palabra y los miró enfadada. Tras el regreso de su padre y los otros, Beth escuchó atentamente las palabras del policía sobre la venidera guerra contra el pueblo de Woodbury.
En This Sorrowful Life, Beth ayudó al grupo a preparar la prisión para la batalla y condujo una de las camionetas para distraer a los caminantes mientras los demás colocaban trampas por todo el patio exterior. Temerosa por el futuro incierto que les esperaba, Beth elevó una oración en compañía de su familia y al notar la angustia de su padre trató de consolarlo. Finalmente, la chica estuvo presente durante la reunión organizada por Rick y escuchó atentamente como el policía decidía que el grupo volvería a ser una democracia y establecía que siempre permanecerían unidos a pesar de lo que sucediese.
En el final de temporada Welcome to The Tombs, Luego de que Rick les diese a elegir entre luchar por la prisión o abandonarla, el grupo optó por defender su hogar y entonces Beth, Carl, Hershel y Judith fueron puestos a salvo y abandonaron el recinto mientras los otros se quedaban a combatir al enemigo. Mientras observaban desde la distancia como sus compañeros repelían el ataque del Gobernador, el pequeño grupo fue descubierto accidentalmente por uno de los niños soldados de Woodbury que se encontraba huyendo. Pese a que el joven se rindió rápidamente, Carl asesinó a sangre fría al asustado soldado y tanto Beth como su padre quedaron impactados ante este tétrico hecho. Pasado el peligro Beth y los otros regresaron a la penitenciaría y finalmente, cuando Rick, Daryl y Michonne regresaron de Woodbury con un autobús lleno de sobrevivientes, la chica salió a recibirlos y los ayudó a instalarse en el lugar.

### Cuarta temporada (2013—14)
En el estreno de la temporada 30 Days Without An Accident, Beth ha comenzado una relación con un joven llamado Zach (Kyle Gallner). Daryl más tarde le informa que Zach murió mientras estaban en una búsqueda de provisiones, y ella no parece molestarse, pero abraza a Daryl diciéndole que ya no lloraba.
En el episodio Infected, Beth envuelve el tobillo de Michonne después de que fue herida, y las dos discuten las pérdidas del grupo. Beth reflexiona sobre cómo se le llama a los padres que pierden a sus hijos, ya que no hay palabra equivalente a "viuda" o "huérfanos". Mientras pasea a Judith ella la vomita y le pide a Michonne si la podría sostener, al volver descubre a Michonne llorando con Judith en brazos, por lo que decide darle un momento a solas.
En el episodio Isolation, Beth y Judith son aisladas del resto del grupo para evitar contagiarse del brote misterioso de la prisión. Más tarde, Maggie visita a su hermana y le dice que Glenn ha contraído la enfermedad mortal que está matando a los residentes de la prisión.
En el final de mitad de temporada Too Far Gone, Beth, Maggie, y el resto del grupo de la prisión es testigo de cuando el Gobernador regresa a atacar y corta la cabeza de Hershel con la katana de Michonne. Beth y Maggie gritan en agonía por la muerte de su padre, pero ambas defienden el lugar disparándole al ejército del Gobernador. Cuando la situación se vuelve insostenible, Beth sale del autobús que saldrá de la prisión y trata de buscar a Judith. Al salir hacia afuera, se reencuentra con Daryl y ambos ven como la prisión es destruida e invadida por los caminantes y ambos escapan juntos.
En el episodio Inmates, Beth y Daryl huyen de caminantes y más tarde tratan de localizar a los demás miembros del grupo. Daryl pierde la esperanza de encontrar a sus compañeros pero Beth aún se muestra con fe de que todos estén vivos. Al final, descubren los restos de Luke y Molly devorados, Beth se echa a llorar y Daryl espera a que la chica lo siga.
En el episodio Still, Beth y Daryl pasan toda una noche metidos en el maletero de un coche, a la espera de que una gran manada de caminantes pase y luego arman un campamento improvisado. Beth le comunica a Daryl que deseaba beber alcohol, por lo que Daryl la sigue. Ellos van a un club de campo, y encuentran los restos de personas colgados, así como algunos de los caminantes que Daryl mata. Beth primero encuentra una botella de vino, pero debe usarlo para matar a un caminante y luego encuentra una botella de aguardiente de melocotón, pero llora cuando finalmente lo tiene delante de ella. Daryl rompe la botella, y le dice "No voy a dejar que tu primera bebida de alcohol sea una maldita botella de aguardiente de melocotón" y la lleva a un lugar que previamente había encontrado con Michonne. Beth y Daryl terminan jugando "Yo nunca hice", emborrachándose en el proceso, lo que conduce a una lucha entre ellos. Daryl admite que se siente culpable por la muerte de Hershel, porque no lo salvó y Beth lo consuela. Más tarde, se sientan afuera de la chosa, y Beth revela que ella no lo lograra, pero el si, y deciden quemar la choza que le hacía acordarse de su pasado y ambos se alejan bajo la luz de la luna.
En el episodio Alone, Beth y Daryl finalmente llegan a una funeraria, que todavía parece limpia y la comida no tiene polvo en ella. Daryl determina rápidamente que alguien ha estado usando el lugar en busca de refugio. Beth habla con Daryl y le dice que aún existía la gente buena. Ambos son interrumpidos por un golpe en la puerta, cuando Daryl va a abrir esperando que sea el perro que habían visto el día anterior, una manada de caminantes entra al lugar. Daryl le ordena a Beth correr hacia afuera y esperarlo. Una vez que Daryl acaba con las criaturas y sale hacia afuera, ve las cosas de Beth tiradas en el piso y un automóvil con una cruz blanca pintada atrás, sale a toda velocidad del lugar.
En el final de la temporada A, Beth solo aparece durante los flashbacks del episodio.

### Quinta Temporada (2014—15)
En el estreno de la temporada No Sanctuary, Daryl le menciona a Maggie que Beth desapareció misteriosamente, pero le afirma que aún estaba viva.
En Strangers, Daryl y Carol por la noche ven un auto similar al que secuestró a Beth y deciden seguirlo.
En el episodio Slabtown, Beth despertó muy confundida en el Grady Memorial Hospital en Atlanta y se enteró de que había sido rescatada por policías que la encontraron peleando contra un caminante al costado del camino. Aparentemente la joven había sido incapaz de defenderse y sufrió varias lesiones antes de quedar inconsciente, por lo que fue salvada justo a tiempo por un agente de nombre Gorman. Como forma de pagar el favor que le habían hecho, Beth fue puesta a trabajar para mantener a flote a la pequeña comunidad del hospital hasta tanto lograra saldar su deuda y se volvió la asistente del único doctor del lugar, Steven Edwards (Erik Jensen), quien la puso al tanto de la historia del grupo y de las reglas que debía seguir. Beth se hizo también amiga de un paciente de nombre Noah (Tyler James Williams), quien le confesó sus planes de escapar, y poco a poco comenzó a descubrir que no todo en el hospital era como parecía ser. Con el correr de los días, Beth debió hacer frente a los avances sexuales que Gorman tenía hacia ella, fue obligada a ayudar a amputarle un brazo a una paciente rebelde y además mató sin querer a Gavin Trevitt al inyectarle un medicamento que el Dr. Edwards le recetó mal intencionalmente. Luego de que Dawn (Christine Woods) le insinuara a la joven que debía dejarse abusar por los oficiales para así mantenerlos felices, Beth y Noah finalmente decidieron huir juntos del hospital, y entonces la joven se puso en campaña para conseguir la llave principal del edificio y asesinó a Gorman en el proceso. Tras lograr efectivamente salir al exterior, sólo Noah logró escapar ya que Beth fue recapturada en el último momento, aunque de igual manera la chica se sintió contenta pues vio a su amigo correr hacia la libertad. Tras recibir como castigo una tremenda paliza por parte de Dawn y además sentirse traicionada al descubrir que el Dr. Edwards la había manipulado para matar al Dr. Trevitt, Beth se hartó de la situación y tomó unas tijeras dispuesta a lo que fuere, pero se detuvo al ver a una inconsciente Carol ser ingresada al hospital.
En Consumed, Daryl y Carol regresan a Atlanta para rescatar a Beth. Daryl le dice a Carol que estuvo con ella después del ataque en la prisión, hasta que ella desapareció. Más tarde, se encuentran con Noah, quien les revela a ambos que conoce a Beth, ya que ella lo ayudó a escapar. Luego de que Carol es ingresada al hospital, Daryl y Noah se dirigen con Rick para poder rescatar a Beth y a Carol.
En Crossed, con su amiga en delicado estado de salud, Beth se vio obligada a permanecer en el hospital para protegerla y comenzó a comportarse con cautela para evitar que descubran que la conocía. Sin embargo, luego de oír a uno de los oficiales sugerirle a Dawn desconectar a Carol pues no mostraba mejoría, la chica no pudo contenerse y salió en su defensa, aunque no pudo evitar que le quitaran las máquinas. A pesar de esto, Dawn le dio en secreto a Beth una última oportunidad para ayudar a la mujer y le confió la llave de la gaveta de medicinas, hecho que levantó las sospechas del Dr. Edwards y lo hizo advertirle que Dawn nunca hacía nada gratis. De igual manera la chica llevó adelante su plan para conseguir el medicamento necesario para Carol y tras suministrarselo con éxito, le prometió a la inconsciente mujer que no la dejaría sola.
En el episodio Coda, sin Noah alrededor, Beth lo reemplazó como asistente personal de Dawn y empezó a pasar más tiempo con la mujer, llegando así a comprender de cierta forma la bizarra manera en la que esta veía las cosas. La joven también comenzó a atestiguar más frecuentemente los abusos a los que eran sometidos los pacientes por parte de los policías, y eventualmente Dawn le reveló que ella tampoco estaba de acuerdo con la manera en la que sus oficiales trataban a las personas y le confesó que por esa razón había modificado la escena en la que murió Gorman para que nadie se diera cuenta que había sido culpa de Beth. Desafortunadamente esta conversación fue oída por O'Donnell, quien amenazó con revelar lo que Dawn había hecho para proteger a la joven para que así le quitaran el liderazgo del hospital, y esto desencadenó una mortal pelea entre ambos policías que culminó cuando Beth empujó al hombre por el ascensor para salvar la vida de su nueva protectora. Tras meditar sobre lo ocurrido, Beth se dio cuenta de que Dawn solo la había utilizado para protegerse a sí misma de los oficiales que querían derrocarla, y por eso cuando llegó el momento en el que Rick y sus amigos fueron a rescatarla a ella y a Carol, estuvo más que lista para marcharse de aquel nefasto hospital. Aunque en un principio todo marchó acorde a lo planeado, cuando Dawn terminó exigiendo que le devolvieran a Noah pues no formaba parte del trato original, Beth se hartó de que la mujer siempre terminara manipulando las situaciones y en un momento de coraje cogió unas tijeras de cirujano que tenía escondidas en la manga de su abrigo y de imprevisto apuñaló a la oficial en el pecho, provocando desgraciadamente que esta disparara por instinto su arma y le volara la tapa de los sesos. El cuerpo sin vida de Beth al instante cayó al suelo ante la atónita mirada de sus compañeros, y fue Daryl quien cobró venganza por lo ocurrido disparando sin compasión directo a la cabeza de Dawn. Sin nada más que hacer, el equipo de Rick abandonó el hospital justo en el momento en que Maggie y los demás llegaban para ayudar con el rescate, quienes al ver a Daryl cargar con el cadáver de Beth en brazos no pudieron contener su dolor y estallaron en llanto por tan terrible pérdida.
En el episodio What Happened and What's Going on, aun destrozada por la muerte de su hermana, Maggie llora al costado de una carretera. El deseo de Beth de ayudar a Noah a regresar a su hogar en Richmond, Virginia fue lo que motivó al grupo a marchar hacia ese lugar y los hizo abandonar Atlanta definitivamente. Cuando Tyreese fue mordido por un caminante y comenzó a alucinar con gente muerta, el espectro de Beth se le presentó interpretando una canción con una guitarra y lo consoló diciéndole que todo estaría bien. Antes de morir, el espectro de Beth apareció nuevamente junto a los demás seres queridos fallecidos del hombre y lo ayudó a completar la transición hacia el más allá.
En Them, Maggie solloza en el bosque por la muerte de su hermana. El padre Gabriel (Seth Gilliam) le ofrece hablar con el respecto a su dolor por haber perdido a Beth y a Hershel, pero la chica lo rechaza. Carol menciona que Beth le salvó la vida en el hospital y le da a Daryl el cuchillo que le había pertenecido a la chica. Ella lo anima a tomarse un momento para llorar la muerte de su amiga, ya que sabía que había significado mucho para el. Finalmente, Daryl llora por la muerte de Beth.
En Forget, Sasha (Sonequa Martin-Green) trató de integrarse a la fiesta e intentó formar parte de una ociosa plática de mujeres, pero pronto comenzó a sentirse agobiada por tanta normalidad y tuvo varios recuerdos, entre ellos el cuerpo sin vida de Beth siendo cargado por Daryl.

### Séptima Temporada (2016)
En el episodio estreno de temporada The Day Will Come When You Won't Be, después de ver a Negan (Jeffrey Dean Morgan) asesinar brutalmente a Abraham (Michael Cudlitz) y Glenn, un Rick traumatizado experimenta flashes de memoria de varias personas que ha conocido y perdido desde el brote ocurrido, incluyendo Beth quien aparece en los flashbacks de Rick junto con Maggie y su padre Hershel.

### Novena Temporada (2018)
En el episodio "What Comes After", se escucha la voz de Beth preguntándole a Rick cuál es su herida antes de hablar con Hershel en el granero. Rick le pide perdón a Hershel por las muertes de Beth y de Glenn y por lo que ha tenido que pasar Maggie. Más tarde, el cadáver de Beth se ve junto con docenas de otros personajes en las alucinaciones de Rick.

## Desarrollo y recepción
Kinney fue elegida como personaje recurrente en  The Walking Dead , donde interpretó a Beth Greene, de 16 años de edad, hermana de Maggie Greene en la Segunda Temporada, teniendo 25 años de edad en el momento. Después de estar en el programa durante dos años, Kinney recibió una promoción a regular en la serie de la temporada 4, junto con Chad Coleman y Sonequa Martin-Green. El cuarto episodio de la temporada Still, que se centra sólo en Beth y Daryl, cosechó alabanza, en particular de los comentaristas de televisión y los espectadores de la serie en general mostrando un posible romance entre Beth y Daryl. Kinney dijo que el espectáculo nunca estuvo claro de si Beth y Daryl tenían una conexión romántica o hermano a hermana, pero que" fue una situación en la que estaban conociéndose de a pocos. En primer lugar, sólo estaban tratando de llevarse bien "porque casi ambos no se viean o se hablaban" el cual fue un punto de vista del otro muy bien. En su opinión para Grantland califico bien la quinta temporada en su conjunto, Andy Greenwald tuvo elogios por los personajes de Beth y Tyreese, citando sus complejidades de una reciente creación y evolución de caracteres en la quinta temporada. En cuanto a la muerte de Beth, los críticos están de acuerdo en que Dawn no disparó intencionadamente hacia ella, y que era más bien un accidente, una inesperada reacción o una cuestión de reflejos, al comentar sobre la expresión de sorpresa de Dawn en el momento que jalo el gatillo. Alan Sepinwall de HitFix declarado que debido a que la temporada había descuidado su mayoría que Maggie y Beth son hermanas, la muerte de Beth en Coda no tiene el impacto emocional que podría tener cuando Maggie se queda devastada en el dolor al ver el cuerpo sin vida de su hermana Beth. Matt Fowler de IGN dijo que a pesar de la muerte de Beth era predecible, "se sentía como un gran momento y siempre ha desgarrador ver a otros personajes reaccionan a la muerte de sus seres queridos", y que a pesar de que le gusta Beth, que "aún en su mayoría se sentían mal por su muerte porque Daryl y Maggie (que parecía tener que recordar esta semana que se ha ido a Beth en absoluto era un tema que debía preocuparse) sentía mal por ello.
Andy Greenwald tuvo elogios por los personajes de Beth y Tyreese, citando sus complejidades de reciente creación y evolución de caracteres en la quinta temporada.

## Polémicas

### Especulaciones sobre romance con Daryl Dixon
Uno de los rumores más circulados en internet es que el romance entre Daryl y Beth sí iba a suceder pero los productores optaron por cambiar la historia, dándole a Beth lo que muchos consideran la peor muerte del programa.
La reacción de los fanes de Beth tras su muerte no se hizo esperar; hicieron una petición por internet la cual después de dos semanas juntó más de sesenta mil firmas y algunos otros mandaron cucharas a la producción, como forma de manifestarse.
Más tarde el creador de los cómics Robert Kirkman desmentiría la posibilidad de una relación amorosa entre ambos personajes.

### Controversia porspoilersen la muerte de Beth
Al finalizar el episodio de final de mitad de temporada Coda, las páginas oficiales de Twitter y Facebook de The Walking Dead subieron una imagen de Daryl Dixon cargando el cuerpo inerte de Beth Greene, lo cual causó demasiada controversia para muchos fanes de Latinoamérica y España en donde todavía no se estrenaba el episodio, así como para muchos estadounidenses que no alcanzaron ver el capítulo o no tuvieron tiempo de ello. Poco después, las páginas oficiales de The Walking Dead y AMC pidieron disculpas públicamente a todos los seguidores por arruinarles el inesperado final de mitad de temporada.